# Victor Herbert

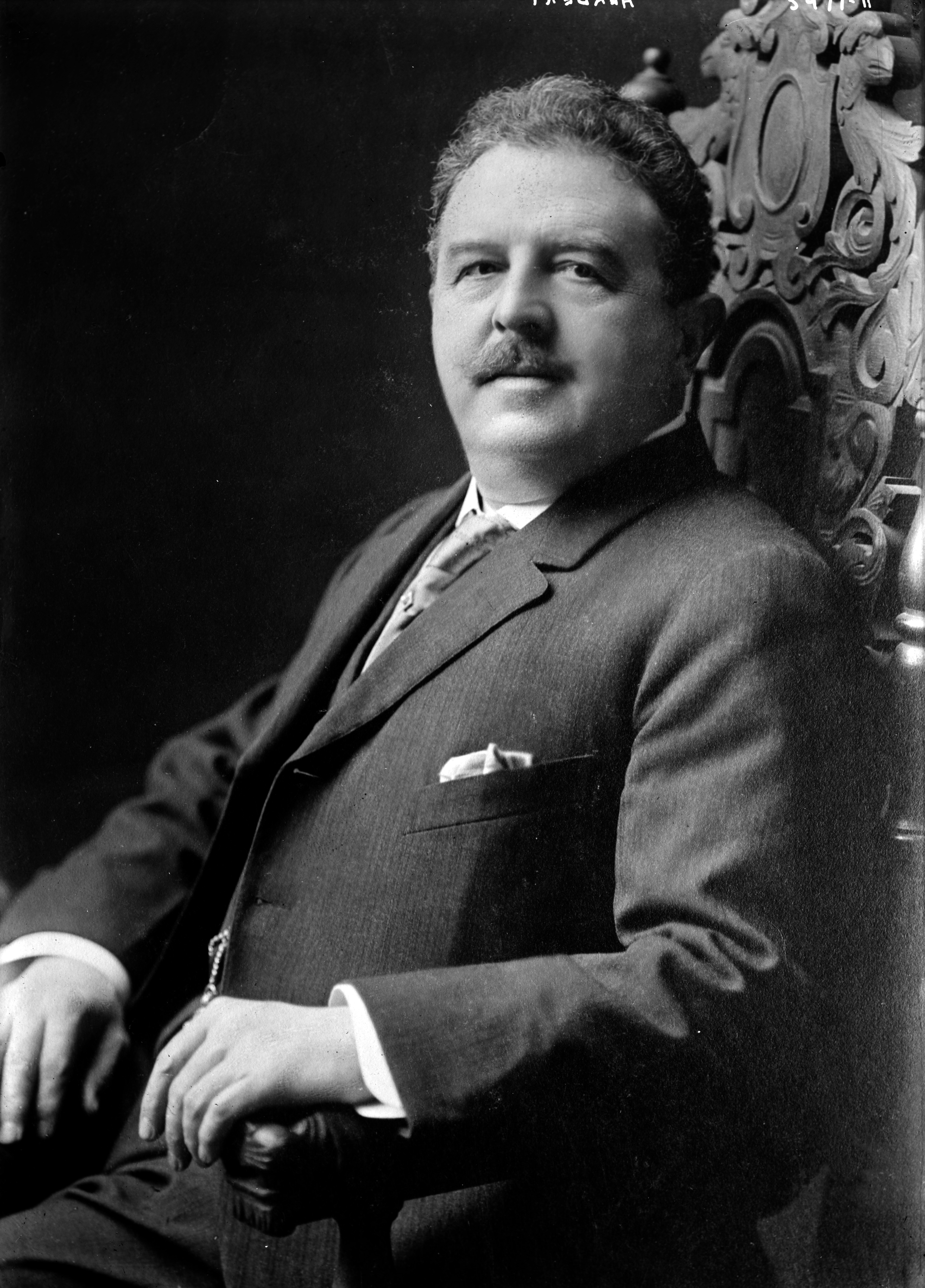
Victor Herbert, 1899

Victor August Herbert (* 1. Februar 1859 auf Guernsey oder in Dublin; † 26. Mai 1924 in New York City) war ein US-amerikanischer Komponist mit irisch-britischem Hintergrund und deutscher Ausbildung. Bekannt wurde er durch seine Operetten wie Babes in Toyland und Naughty Marietta, oft wird er auch als Begründer der amerikanischen Operette gesehen.

## Leben
Mütterlicherseits war Victor Herberts Großvater der irische Schriftsteller und Komponist Samuel Lover, bei dem er einen Teil seiner Kindheit verbrachte. Victor Herbert gab selbst zeitlebens Dublin als seinen Geburtsort an, doch existieren keine Geburtsdokumente, die dies belegen würden. Mittlerweile erscheint die Insel Guernsey als Geburtsort wahrscheinlicher. Obwohl seine Mutter Fanny Lover zur Zeit seiner Geburt mit Frederic Muspratt verheiratet war, entstammt Victor Herbert einer außerehelichen Beziehung mit einem gewissen August Herbert, über den nichts bekannt ist, auf dessen Familiennamen sie ihn aber in das Taufregister eintragen ließ. Getauft wurde Herbert am 11. Juli 1859 in Freiburg im Breisgau. Als er sieben Jahre alt war, zog er mit seiner Mutter nach Stuttgart, wo diese den deutschen Arzt Carl Theodor Schmid heiratete. Victor Herbert besuchte das Eberhard-Ludwigs-Gymnasium Stuttgart. Herbert studierte Cello am Konservatorium für Musik Stuttgart und spielte in der Kapelle von Eduard Strauß in Wien.
1886 kam er mit seiner Frau Therese Förster, die an der Metropolitan Opera ein Engagement als Sopranistin erhalten hatte, nach New York. Nach kurzer Zeit als Orchestermusiker betätigte er sich als Dirigent von Blaskapellen und konnte nach einigen Jahren ein eigenes Orchester gründen.
Als Komponist begründete er die US-amerikanische Operette, die etwa von Sigmund Romberg weiterentwickelt wurde. Zu seinen erfolgreichsten Stücken gehören Babes in Toyland (1903) und Naughty Marietta (1910); diese wurde von W. S. Van Dyke verfilmt (dt. Titel: Tolle Marietta), Babes in Toyland bereits ein Jahr zuvor als Rache ist süß mit dem Komikerduo Laurel und Hardy. Daneben verfasste er zahlreiche Einlagen, etwa für die Ziegfeld Follies. Er gehörte zu den erfolgreichen Komponisten der Tin-Pan-Alley-Ära. Auch sein Cellokonzert in e-Moll wird noch gespielt. 1939 verfilmte Paramount relativ frei einen Teil seines Lebens unter dem Titel The Great Victor Herbert, deutscher Titel Dreivierteltakt am Broadway.
Zu Beginn des 20. Jahrhunderts setzte sich Herbert für die Rechte der Komponisten ein und gründete unter anderen mit John Philip Sousa und Irving Berlin die Verwertungsgesellschaft ASCAP (American Society of Composers, Authors, and Publishers), deren Vizepräsident er lange Zeit war.
Seit 1908 war er Mitglied der American Academy of Arts and Letters.